# 北海道議会議長公邸
北海道議会議長公邸（ほっかいどうぎかいぎちょうこうてい）は1978年から2007年まで北海道札幌市にあった北海道議会議長の居住・迎賓施設である。2007年に解体したため現在建物は存在しない。

## 所在地
北海道札幌市中央区南16条西4丁目5番地3、1番地5（札幌市営地下鉄南北線幌平橋駅から南へ徒歩1分）

## 概要
北海道議会議長公邸は1978年北海道議会議長の居住・迎賓施設として地下鉄幌平橋駅近くの敷地1992m2に250m2の平屋建で建設された。しかし、就任する議長によって利用頻度に差があり、議長公邸廃止前の直近6人の議長のうち3人が未入居であったというようにあまり利用率は高くなく、また、未入居の状態でもかなりの維持費がかかっていたため、道財政としても重い負担となっていた。
2007年2月北海道議会は危機的な道財政立て直しのため議会改革等検討協議会で利用率の低さを理由として議長公邸の廃止を決め、民間への売却を進めるとともに、それまでの議長公邸の迎賓館的役割を北海道知事公館で代用する方針をとることとした。
その後しばらくして、2007年秋頃に物件の入札準備として議長公邸の建物を解体し、立木を残したまま更地とした。

## 跡地
2008年2月20日予定価格2億7175万4200円で議長公邸跡地の一般競争入札が行われ、2社が応札。その結果、東京の建設会社が3億4649万円で落札し、議長公邸跡地はその会社に売却されることとなった。跡地はマンションになっている。